# Jakartovice
Jakartovice (en allemand : Jakartovice ; en polonais : Jakartowice) est une commune du district d'Opava, dans la région de Moravie-Silésie, en République tchèque. Sa population s'élevait à 1 051 habitants en 2021.

## Géographie
Jakartovice se trouve à 9 km au sud-est de Horní Benešov, à 16 km à l'ouest-sud-ouest d'Opava, à 43 km à l'ouest-nord-ouest d'Ostrava et à 233 km à l’est de Prague.
La commune est limitée par Staré Heřminovy, Svobodné Heřmanice et Bratříkovice au nord, par Hlavnice, Mladecko, Litultovice et Lhotka u Litultovic à l'est, par Nové Lublice, Kružberk et Budišov nad Budišovkou au sud, et par Bílčice et Leskovec nad Moravicí à l'ouest.

## Histoire
La première mention écrite de la localité date de 1250.

## Administration
La commune se compose de quatre quartiers :
- Jakartovice
- Bohdanovice
- Deštné
- Hořejší Kunčice

## Transports
Par la route, Jakartovice se trouve à 9 km d'Opava, à 52 km d'Ostrava et à 304 km de Prague.